# Malétable
Malétable település Franciaországban, Orne megyében. Lakosainak száma 112 fő (2018. január 1.). Malétable L’Hôme-Chamondot, Autheuil, Longny les Villages, Moulicent és Tourouvre au Perche községekkel határos.

## Népesség
A település népességének változása:
| Lakosok száma | 142  | 121  | 123  | 114  | 107  | 100  | 100  | 106  | 110  | 112  |
|               | 1962 | 1968 | 1975 | 1982 | 1990 | 2008 | 2013 | 2015 | 2017 | 2018 |